# Ферраротти, Франко
Франко Ферраротти (итал. Franco Ferrarotti; 7 апреля 1926, Палаццоло-Верчеллезе, Пьемонт — 13 ноября 2024, Рим) — итальянский социолог, бывший член Палаты депутатов Италии (1959—1963).

## Биография
Ферраротти родился в Палаццоло-Верчеллезе 7 апреля 1926 года.
Учился в университетах Турина, Лондона и Чикаго. В 1960 году ему была присуждена первая штатная кафедра социологии, созданная в итальянской академической системе.
Плодовитый писатель и путешественник по всему миру, он преподавал во многих университетах, от Колумбийского университета, Новой школы и Центра выпускников Городского университета Нью-Йорка до Еврейского университета в Иерусалиме, Токийского университета, Университета Лаваль в Квебеке, Автономного университета Барселоны и Университета Сорбонны в Париже. Ферраротти широко рассматривается как основатель послевоенной итальянской социологии.
В 1959—1963 годах был независимым членом Палаты депутатов Италии. В 1963 году он не выставил свою кандидатуру на переизбрание.
Ферраротти был награждён Рыцарским Большим крестом ордена «За заслуги перед Итальянской Республикой» в 2005 году. В журнальной статье 2012 года Ферраротти был назван «отцом итальянской социологии».
Скончался 13 ноября 2024 года в Риме в возрасте 98 лет.